# Mesenterium
Het mesenterium of darmscheil is in de anatomie de dubbele laag peritoneum, die vanuit de achterwand van de buikholte vastgehecht is aan de dunne darm. Vaak wordt de term ook gebruikt voor alle dubbele lagen peritoneum rond diverse organen van de buikholte.
Het mesenterium in strikte zin verwijst naar het peritoneum waarmee het jejunum en ileum verbonden zijn met de achterwand van de buikholte. Tussen deze beide lagen peritoneum liggen bloed- en lymfevaten en zenuwen. Inmiddels wordt het mesenterium door sommige onderzoekers als een geheel orgaan beschouwd.